# Lijst van nummer 1-hits in Australië in 2004
Deze hits stonden in 2004 op nummer 1 in de ARIA Charts, de bekendste hitlijst in Australië.
| Datum        | Artiest                            | Titel                                        |
| ------------ | ---------------------------------- | -------------------------------------------- |
| 4 januari    | The Black Eyed Peas                | Shut up                                      |
| 11 januari   | The Black Eyed Peas                | Shut up                                      |
| 18 januari   | The Black Eyed Peas                | Shut up                                      |
| 25 januari   | OutKast                            | Hey ya!                                      |
| 1 februari   | OutKast                            | Hey ya!                                      |
| 8 februari   | Shannon Noll                       | What about me                                |
| 15 februari  | Shannon Noll                       | What about me                                |
| 22 februari  | Shannon Noll                       | What about me                                |
| 29 februari  | Shannon Noll                       | What about me                                |
| 7 maart      | Guy Sebastian                      | All I need is you                            |
| 14 maart     | Jamelia                            | Superstar                                    |
| 21 maart     | Britney Spears                     | Toxic                                        |
| 28 maart     | Britney Spears                     | Toxic                                        |
| 4 april      | Usher                              | Yeah!                                        |
| 11 april     | Eamon                              | F**k it (I don't want you back)              |
| 18 april     | Eamon                              | F**k it (I don't want you back)              |
| 25 april     | Eamon                              | F**k it (I don't want you back)              |
| 2 mei        | Eamon                              | F**k it (I don't want you back)              |
| 9 mei        | D12                                | My band                                      |
| 16 mei       | Anastacia                          | Left outside alone                           |
| 23 mei       | D12                                | My band                                      |
| 30 mei       | Spiderbait                         | Black Betty                                  |
| 6 juni       | Spiderbait                         | Black Betty                                  |
| 13 juni      | Spiderbait                         | Black Betty                                  |
| 20 juni      | Frankee                            | F.U.R.B. (F U right back)                    |
| 27 juni      | Frankee                            | F.U.R.B. (F U right back)                    |
| 4 juli       | Britney Spears                     | Everytime                                    |
| 11 juli      | Frankee                            | F.U.R.B. (F U right back)                    |
| 18 juli      | Shannon Noll                       | Learn to fly                                 |
| 25 juli      | Paulini                            | Angel eyes                                   |
| 1 augustus   | Paulini                            | Angel eyes                                   |
| 8 augustus   | Paulini                            | Angel eyes                                   |
| 15 augustus  | Missy Higgins                      | Scar                                         |
| 22 augustus  | Cosima                             | When the war is over / One night without you |
| 29 augustus  | Cosima                             | When the war is over / One night without you |
| 5 september  | Nelly & Jaheim                     | My Place                                     |
| 12 september | Maroon 5                           | She will be loved                            |
| 19 september | Maroon 5                           | She will be loved                            |
| 26 september | Maroon 5                           | She will be loved                            |
| 3 oktober    | Maroon 5                           | She will be loved                            |
| 10 oktober   | Guy Sebastian                      | Out with my baby                             |
| 17 oktober   | Maroon 5                           | She will be loved                            |
| 24 oktober   | Delta Goodrem                      | Out of the blue                              |
| 31 oktober   | Delta Goodrem                      | Out of the blue                              |
| 7 november   | Delta Goodrem                      | Out of the blue                              |
| 14 november  | Eminem                             | Just lose it                                 |
| 21 november  | Gwen Stefani                       | What you waiting for?                        |
| 28 november  | Gwen Stefani                       | What you waiting for?                        |
| 5 december   | Joel Turner & The Modern Day Poets | These kids...                                |
| 12 december  | Casey Donovan                      | Listen with your heart                       |
| 19 december  | Casey Donovan                      | Listen with your heart                       |
| 26 december  | Anthony Callea                     | The prayer                                   |